# Leptotarsus (Macromastix) noelianus
Leptotarsus (Macromastix) noelianus is een tweevleugelige uit de familie langpootmuggen (Tipulidae). De soort komt voor in het Australaziatisch gebied.